# Himalayagier
De himalayagier of sneeuwgier (wetenschappelijke naam: Gyps himalayensis) is een roofvogel uit de familie Aegypiinae (gieren van de Oude Wereld). Soms wordt de sneeuwgier als ondersoort van de vale gier (Gyps fulvus) gezien, hoewel beide in dezelfde gebieden naast elkaar voorkomen.

## Kenmerken

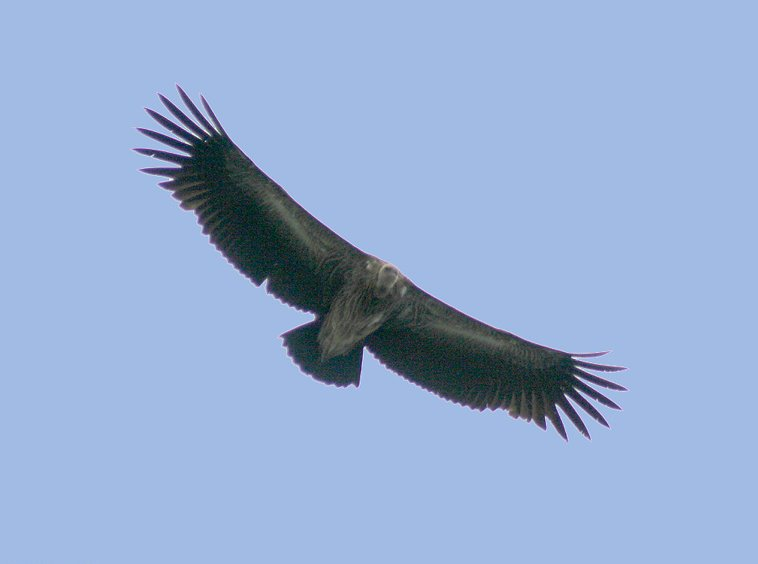
Juveniel dier in vlucht.

De himalayagier heeft een witte, kale kop en een halskrans van uitstaande, witte veren. De veren over de romp zijn vaal bruin tot beige en contrasteren met de zwarte hand- en armpennen (vliegveren).
De snavel is vaalgeel, de vleugels opvallend lang en de staart opvallend kort. De himalayagier weegt 8 tot 12 kg en heeft een spanwijdte van 260-310 cm. Daarmee is de himalayagier duidelijk groter dan de vale gier.

## Levenswijze
De himalayagier is een aaseter. De dieren brengen een groot deel van de dag in de lucht op zoek naar voedsel, waarbij ze aangetrokken worden door de aanwezigheid van kraaien en lammergieren. Meestal zijn ze daarom niet de eerste aaseters die bij een karkas arriveren. Hoewel de himalayagier agressief zijn concurrenten te lijf kan gaan, moet hij soms sterkere dieren, zoals wolven en monniksgieren voor laten gaan. In het noorden van India kan de himalayagier samen met de vale gier of de Indische gier (Gyps indicus) aan hetzelfde kadaver eten.
himalayagieren broeden in kleine kolonies, op kliffen tussen de 1200 en 4200 m hoogte. Bij voorkeur worden oude nesten ingenomen, soms van andere roofvogels. De dieren blijven het nest uitbreiden zolang ze het in gebruik houden. Het broedseizoen is net als bij de vale gier vroeg in het jaar, soms wordt al in december een ei gelegd; op zijn laatst in mei. De himalayagier legt slechts een ei per nest. De jongen kunnen na 6 tot 8 maanden uitvliegen.
In de Tibetaanse cultuur nemen gieren een bijzonder rol in als opruimers van de doden bij zogenaamde luchtbegrafenissen.

## Verspreiding en leefgebied
De himalayagier leeft in de hooggebergten van Centraal-Azië: de Himalaya en Karakoram van het noorden van Pakistan tot het westen van China, de Pamir, de Tiensjan en mogelijk de Altaj.
De soort leeft tussen de 1200 en 6000 m hoogte.

## Status
De himalayagier heeft een groot verspreidingsgebied en daardoor is de kans op de status  kwetsbaar (voor uitsterven) relatief klein. De grootte van de populatie werd in 2001 geschat op  66 tot 334 duizend volwassen individuen. Net als de andere soorten gieren nemen de aantallen af door vergiftiging met de in de veeteelt veel gebruikte ontstekingsremmer diclofenac. Om deze redenen staat deze gier sinds 2014 als gevoelig op de Rode Lijst van de IUCN.